# Snuff the Punk
Snuff the Punk (рус. Прикончи панка) — дебютный студийный альбом американской ню-метал группы P.O.D., выпущенный 25 января 1994 года на инди-лейбле Rescue Records, владельцем которого был Ноа Бернандо старший, дядя Пола Сандовала и отцом Ноа Бернардо Младшего. В 1999 году диск был полностью переделан, перемиксован и переиздан на инди-лейбле Diamante.

## Список композиций
Все тексты написаны P.O.D. except «Draw The Line» by House of Suffering, вся музыка написана P.O.D.
| №   | Название                       | Длительность |
| --- | ------------------------------ | ------------ |
| 1.  | «Coming Back»                  | 3:46         |
| 2.  | «Let the Music Do the Talking» | 3:44         |
| 3.  | «Draw the Line»                | 2:52         |
| 4.  | «Who Is Right?»                | 3:47         |
| 5.  | «Get It Straight»              | 3:19         |
| 6.  | «Run»                          | 3:16         |
| 7.  | «Snuff the Punk»               | 3:03         |
| 8.  | «Can You Feel It?»             | 4:48         |
| 9.  | «Three in the Power of One»    | 4:15         |
| 10. | «Every Knee»                   | 4:14         |
| 11. | «Who's in This House»          | 2:35         |
| 12. | «Abortion Is Murder»           | 2:42         |

## Участники записи
P.O.D.
Производственный персонал